# Röttger von Veltheim
Röttger Graf von Veltheim (* 25. Januar 1781 in Harbke; † 27. März 1848 in Braunschweig) war ein deutscher Gutsherr und Privatgelehrter.

## Leben

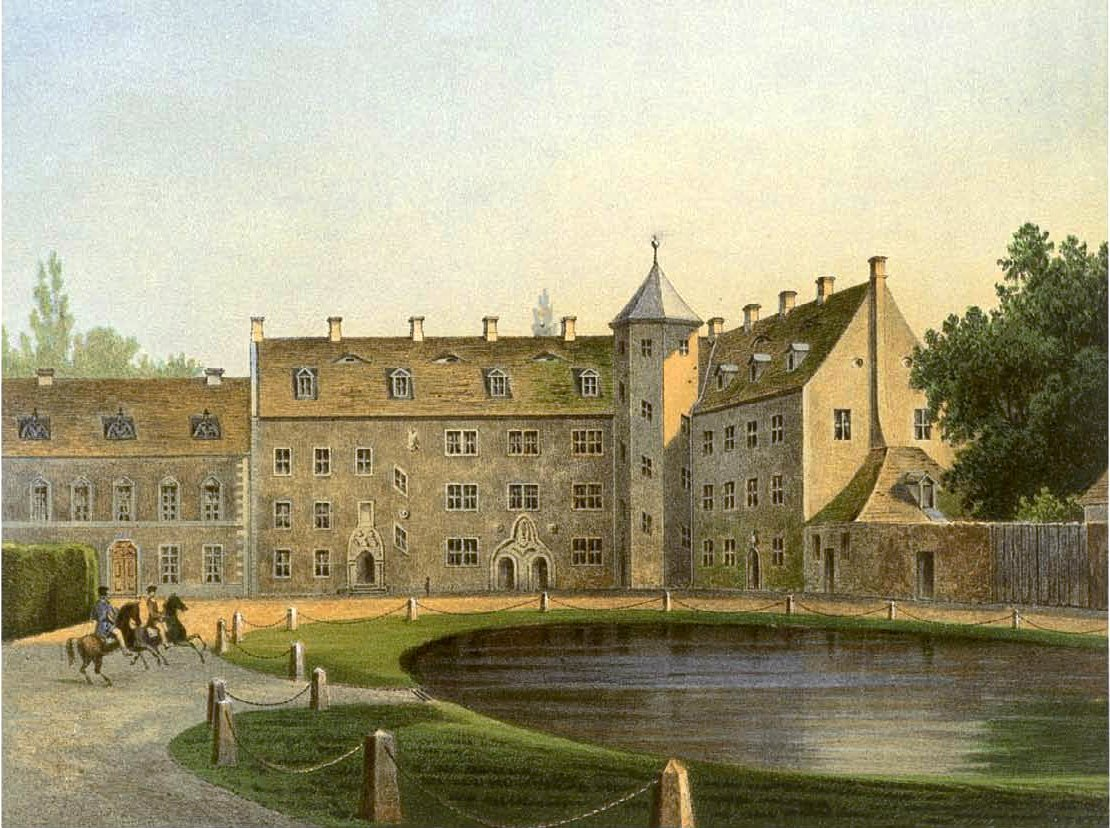
Lithografie des Schlosses von 1857/1859. Nach Alexander Duncker.

Röttger (seit 1798 Graf) von Veltheim entstammte dem alten niedersächsischen Adelsgeschlecht der „schwarzen Linie“ der Veltheims; er war der älteste Sohn des Grafen  August Ferdinand von Veltheim (* 18. September 1741 in Harbke; † 2. Oktober 1801 in Braunschweig) und dessen Ehefrau Ottonia Henriette von Arnim (* 25. Januar 1760; † 16. März 1803 in Braunschweig). Er hatte noch vier weitere Geschwister: Werner Graf von Veltheim (* 18. Februar 1785; † 5. Juni 1860), Klara Gräfin von Veltheim (* 13. Juni 1790; † unbekannt), Marianne Albertine Gräfin von Veltheim (* 26. Februar 1794; † 10. Mai 1844), Armgard von Veltheim (*/† unbekannt).
Röttger Graf von Veltheim war Erbmarschall des Herzogtums Magdeburg, Erbküchenmeister des Herzogtums Braunschweig, Majoratsherr auf Harbke, Aderstedt und Groppendorf, Ritter des Königlich-Preußischen Roten Adlerordens 2. Klasse mit dem Stern, Ritter des St. Johanniterordens und Kommandeur des Königlich-Hannoverschen Guelphenordens zu Brandenburg.
Er wurde gemeinsam mit seinen Geschwistern von Hauslehrern im Winter in Braunschweig und im Sommer in Harbke unterrichtet. Aufgrund der väterlichen Beziehungen lernte er auch bereits in jungen Jahren die Gelehrten Gottfried Christoph Beireis, Adolph Henke, Paul Jakob Bruns und Franz Dominikus Häberlin der Universität Helmstedt kennen, zu denen sein Vater gute Beziehungen unterhielt. Harbke war damals ein beliebtes Ziel von Promenaden und ein gern besuchtes Ausflugslokal war der Gasthof „Goldener Pudel“.
Bis zur Erklärung der Volljährigkeit 1802 von Röttger Graf von Veltheims waren seine Mutter und Werner von der Schulenburg-Wolfsburg sowohl sein als auch seiner Geschwister Vormund.
1803 beendete er seine Studien in Helmstedt und Göttingen. Aufgrund des ererbten Vermögens war er in der Lage, seinen Interessen nachzugehen, die auf die Landwirtschaft sowie auf das Reisen ausgerichtet waren. Einen besonderen Schwerpunkt seiner Interessen bildete die Pferdezucht. In Harbke ließ er im gleichen Jahr eine Wassermühle errichten.
1804 kam es familienintern mit dem Baron Otto Carl Friedrich von Veltheim-Destedt (* 22. Mai 1770 in Destedt; † 5. Juni 1805 ebenda), an denen auch weitere Familienmitglieder beteiligt waren, zu Verhandlungen, um über einen „Ringtausch“ von Grundstücken zu beraten. Am 26. Februar und 20. April 1805 wurden dann Verträge abgeschlossen, so dass Baron von Veltheim-Destedt neben dem Veltheimschen Haus in Braunschweig noch ein Hintergebäude am Papenstieg erhielt. Röttger Graf von Veltheim bekam am Bohlweg einen Neubau.
1806 führte ihn eine Reise durch die Schweiz und Oberitalien. Weitere Reisen folgten 1812 (Italien), 1818 (England und Frankreich), 1825 (Ungarn), und weitere Reisen nach Italien in den darauf folgenden Jahren.
Er widmete sich überwiegend auf seinem Gut der Pferdezucht und war der Verfasser des Buches Bemerkungen über die Englische Pferdezucht: mit Beziehung ihrer Grundsätze auf die Veredelung des Pferdegeschlechts im übrigen Europa und besonders in Deutschland, das 1820 nach der Veröffentlichung für Aufsehen sorgte. Er trat in dem Werk gängigen Auffassungen seiner Zeit entgegen, die die deutsche Pferdezucht auf die Fortpflanzung durch das englische Vollblut begründet, während er orientalische Hengste und Stuten bevorzugte.
Ein weiteres Interessengebiet war die Landwirtschaft, so gewann sein Vater bereits 1797 Zucker aus dem Saft von Ahornbäumen, den er in einer eigens dafür errichteten Ahornzuckerfabrik verarbeiten ließ. Weil in Deutschland Zucker aus Rüben erst zu Beginn des 19. Jahrhunderts gewonnen wurde und man deshalb auf die Einfuhr des teuren ausländischen Rohrzuckers angewiesen war, hatten seine Versuche auch eine wirtschaftliche Bedeutung.
Sein Vater hatte am Gut Harbke bedeutende Veränderungen durchgeführt, so wurde die bewaldete Fläche botanisch durchgestaltet und es entstanden Bereiche, die „Florida“, „Libanon“ oder „Ukraine“ genannt wurden, und deren Bepflanzungen die jeweilige Gegend widerspiegelten. Röttger von Veltheim ließ 1830/31 eine Orangerie anstelle eines alten Gewächshauses zur Aufzucht und Haltung tropischer Pflanzen errichten. Er kultivierte die Sammlung ausländischer Gehölze, indem er mehr als 1.400 verschiedene Pflanzenposten und Samen beschaffen ließ und damit zu einem der wichtigsten Pflanzenlieferanten wurde.
Die Anlage war seinerzeit auch als „Harbkesche wilde Baumzucht“ bekannt und bezeichnete eine gehölzkundliche Besonderheit, die sogar Johann Wolfgang von Goethe und dessen Sohn August von Goethe vom 17. bis 19. August 1805 besucht haben; angeblich übernachteten sie im „Goldenen Pudel“. Goethe verfasste über die in Harbke vertretenen Baumarten einen dendrologischen Bericht.
1822 wurde am Schloss ein Gebäude für die Bibliothek errichtet.
Am 15. Oktober 1840 erfolgte die preußische Verleihung der Erbmarschallwürde des Herzogtums Magdeburg in Berlin an Röttger Graf von Veltheim. Im darauf folgenden Sommer 1841 hatte er dann den König Friedrich Wilhelm IV. von Preußen mit dem Prinzen zu Preußen zu Gast in Harbke.
Er war auch als Bergwerkseigner interessiert und galt als der Begründer des Harbker Bergbaus, nachdem es 1840 zu ersten Braunkohlenfunden kam. Er legte mit der Niederbringung des ersten Schachtes, den er nach seinem Vater „August Ferdinand“ nannte, am Weg nach Sommersdorf den Grundstein für den umfassenden Ausbau der örtlichen Braunkohlenindustrie, die im Jahre 1860 bereits 12 Schächte im Harbker Revier zählte.
Am 14. Dezember 1803 heiratete Röttger Graf von Veltheim Louise von Lauterbach (* 7. Oktober 1784; † 27. September 1860 in Braunschweig), Tochter des Frankfurter Schöffen Johann Christof von Lauterbach und dessen Ehefrau Susanna Elisabethe, geb. Brunner. Aus der Ehe ging die am 28. Juli 1805 geborene Tochter Ottonie hervor († 24. August 1888 in Veltheimsburg), die 1803 eingegangene Ehe wurde bereits 1806 geschieden.
Am 26. März 1808 heiratete er in zweiter Ehe Charlotte Antoinette Friederike von Bülow (* 6. Juli 1781; † 27. März 1848), eine Tochter des Oberforstmeisters und des Gutsbesitzers von Gut Beienrode Johann Julius Franz von Bülow (* 18. April 1743 in Hannover; † 15. Dezember 1796 in Braunschweig) und dessen Ehefrau Elisabeth (Lisette) Auguste von Veltheim (* 5. Dezember 1742 in Destedt; † 1. Mai 1823 in Wolfenbüttel). Die Ehe blieb kinderlos.
Nachdem seine Ehefrau, mit der er 40 Jahre verheiratet war, am 27. März 1848 aufgrund einer Lungenentzündung verstarb, nahm er sich nur wenige Stunden später selbst das Leben.

## Werke
- Bemerkungen über die Englische Pferdezucht mit Beziehung ihrer Grundsätze auf die Veredelung des Pferdegeschlechts im übrigen Europa und besonders in Deutschland. Vieweg, Braunschweig 1820 (online)
- Abhandlungen über die Pferdezucht Englands, noch einiger Europäischen Länder, des Orients u.s.w. in Beziehung auf Deutschland nebst einer Revision der seit der Mitte des 18ten Jahrhunderts aufgestellten Systeme über die Pferdezucht. Vieweg, Braunschweig 1833 (online)
- Neueste Stimmen aus England über den jetzigen Zustand der Zucht edler Pferde daselbst. Atlas, Atlas zu dem Werke … enthaltend 14 lithographirte Zeichnungen berühmter und merkwürdiger Pferde aus dem vorigen und gegenwärtigen Jahrhundert. Leich, Berlin 1837.